# Powiat Schmiegel
Powiat Schmiegel (niem. Kreis Schmiegel, pol. powiat śmigielski) – niemiecki powiat istniejący w okresie od 1887 do 1919 r. na terenie prowincji poznańskiej.
Powiat Schmiegel utworzono w 1887 r. z zachodniej części powiatu Kosten. W 1918 r. w prowincji poznańskiej wybuchło powstanie wielkopolskie przeciwko rządom niemieckim i powiat znalazł się pod kontrolą powstańców. W ramach traktatu wersalskiego z 1919 r. terytorium powiatu trafiło do polskiego powiatu śmigielskiego.
W 1910 r. powiat obejmował 123 gminy o powierzchni 554,40 km² zamieszkanych przez 36.383 osób.